# IC 3111
IC 3111 је спирална галаксија у сазвјежђу Дјевица која се налази на листи објеката дубоког неба у Индекс каталогу.
Деклинација објекта је + 8° 25' 51" а ректасцензија 12h 17m 50,7s. Привидна величина (магнитуда) објекта IC 3111 износи 14,1 а фотографска магнитуда 14,9. IC 3111 је још познат и под ознакама CGCG 69-132, VCC 259, NPM1G +08.0284, PGC 39464.